# Chula Vista
Chula Vista är en stad i delstaten Kalifornien i USA vid gränsen till Mexiko. Chula Vista har 160 600 invånare och är en bostadsförort till San Diego.